# Llista d'illes d'Abu Dhabi
Els Emirats Àrabs Units inclouen nombroses illes, la major part de l'emirat d'Abu Dhabi, de les quals les que tenen importància ecològica o estratègica són a la següent llista:
- Abu Al-Abyad
- Akab
- Al-Aryam
- Al-Qaffay
- Al-Rufaiq
- Al-Yasat
- Arzanah
- Bahrani
- Balghelam
- Bu Khushaishah
- Bu Tinah
- Dalma
- Das
- Dayyinah
- Furayjidat
- Futaisi
- Gagha
- Ghasha
- Hulayla
- Liffiyah
- Makhasib
- Marawah
- Muhaiyimat
- Muhamaliyah
- Qarnayn o Qarnein
- Sadiyat
- Sinaiya
- Sir Banu Yas
- Umm al-Kirkum
- Umm al-Nar
- Umm Qassar
- Yasat al-Ulya
- Yasat Sufla
- Zirkuh